# Sorgente di Frank-Read

Propagazione in un piano delle dislocazioni simili ad onde circolari originata da una sorgente di Frank-Read

Una sorgente di Frank-Read è stata teorizzata per spiegare il fenomeno macroscopico dell'incrudimento durante la lavorazione a freddo dei materiali, e in generale in regime plastico. Si tratta di una sorgente di dislocazioni nei piani di scorrimento, che compare quando il materiale è sottoposto ad uno sforzo di taglio.

## Storia
Nel 1950 Sir Frank, allora ricercatore al dipartimento di fisica della Università di Bristol, visitò gli Stati Uniti per partecipare ad una conferenza sulla plasticità nei cristalli a Pittsburgh. 
Frank arrivò negli Stati Uniti abbastanza in anticipo per trascorrere un po' di tempo al laboratorio navale e per organizzare una lezione alla Cornell University. Prima di prendere il treno per recarvisi aspettò di leggere una recente pubblicazione di Leibfried alla biblioteca del Carnegie Institute of Technology, cosa appena suggeritagli per corrispondenza da Jock Eshelby, dovendo aspettare l'apertura dei pacchi recentemente arrivati dalla Germania. 
Fu nel paio d'ore precedenti la lezione, mentre leggeva il lavoro di Leibfried che formulò la teoria delle sorgenti. Un paio di giorni dopo essere tornato a Pittsburgh per la conferenza incontrò Read all'hotel, dove scoprirono insieme di essere pervenuti alla stessa idea per la generazione delle dislocazioni circa contemporaneamente (Read durante un tè il precedente mercoledì): decisero quindi di pubblicare insieme. Da notare che la contemporaneità nella scoperta si era già verificata sedici anni prima per la teoria delle dislocazioni.

## Spiegazione

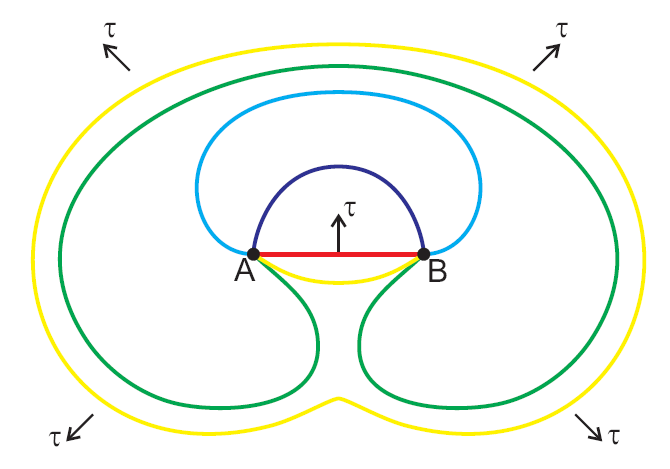
Meccanismo di generazione delle dislocazioni in una sorgente di Frank-Read

Il meccanismo consiste nella moltiplicazione delle dislocazioni in piani di scorrimento cristallini distanziati durante lo scorrimento conseguente ad uno sforzo di taglio.Quando un cristallo viene deformato, si osserva al microscopio che lo scorrimento avviene infatti soltanto su certi piani di scorrimento distanziati. Inoltre, si osserva che affinché avvenga tale scorrimento, devono generarsi dislocazioni nel materiale. Questo implica che durante la deformazione le dislocazioni siano principalmente generate in tali piani. 
Si consideri una dislocazione a spigolo in un piano di scorrimento legata agli estremi. Uno sforzo di taglio {\displaystyle \tau } viene esercitato sul piano genera sulla linea di dislocazione una forza netta di taglio di intensità {\displaystyle \tau bx}, dove b è il vettore di Burgers della dislocazione e x è la distanza tra gli estremi legati, che agisce in modo perpendicolare al segmento, inducendo la dislocazione ad allungarsi e ad arcuarsi, opponendole in tal modo una forza di curvatura di intensità {\displaystyle \mu b^{2}}, con μ pari al modulo di taglio. I capi della dislocazione progressivamente si inclinano sempre di più rispetto alla congiungente dei punti estremi, conferendo alle tensioni lineari che vi agiscono una componente verticale agente direttamente contro la forza indotta dallo sforzo di taglio. Se uno sforzo di taglio sufficiente viene applicato agli estremi, anche quest'ultima continua a crescere mentre la dislocazione si avvicina ad una forma semicircolare: allora tutta la tensione di linea agisce come forza di curvatura, in quanto ormai perpendicolare alla orizzontale congiungente gli estremi. Per la dislocazione a questo punto è chiaro che dev'essere soddisfatta l'equazione:
{\displaystyle \tau bx=2\mu b^{2}},
da cui ricaviamo lo sforzo di taglio:
{\displaystyle \tau ={\frac {2\mu b}{x}}}
Questa è la tensione richiesta per generare dislocazioni da una sorgente di Frank-Read. 
Se uno sforzo di taglio non oltrepassa questo stato di equilibrio instabile semicircolare, tende ad invertire il moto tornando allo stato di distensione iniziale, senza manifestare a livello macroscopico alcun incrudimento come succede in campo elastico.
Viceversa la dislocazione continuerà spontaneamente a crescere e curvarsi, spiralizzandosi attorno agli estremi di fissaggio, finché non colliderà con se stesso dall'altra parte rispetto a dove si trovava il semicerchio e fondendosi in un cerchio contenente una nuova dislocazione legata agli estremi iniziali, che si rettifica e riprende il processo, che acquista il carattere di un ciclo continuo che emana continuamente dislocazioni in onda circolare sotto un continuo aumento di tensione. Va notato infine che le dislocazioni risultano così generate solo nei piani contenenti queste sorgenti.